# Anne Dorval
Anne Dorval (Rouyn-Noranda, Quebec; 8 de noviembre de 1960) es una actriz canadiense. Su trayectoria comenzó en 1984, y en 1985 ya había aparecido en más de veinte obras de teatro. Además, su participación en las películas y series de televisión son múltiples. También realizó el doblaje de muchas películas en francés, con aproximadamente ochenta personajes.
Ella es reconocida principalmente por trabajar en las películas J'ai tué ma mère y Mommy, ambas dirigidas por Xavier Dolan.

## Biografía

### Inicios
Anne Dorval nació el 8 de noviembre de 1960 en Rouyn-Noranda, al noreste de Quebec, en Canadá. Es hija de Madeleine (Larouche) y Gaetan Dorval. Inició desde temprana edad su atracción por el teatro y el cine y durante sus primeros años estuvo en la ciudad de Trois-Rivières, donde hace su debut en el teatro. Al iniciar en el teatro, con tan solo 15 años de edad, se dirigió a la Escuela Nacional de Teatro de Canadá, pero los resultados fueron un fracaso. Luego, Dorval decide terminar sus estudios secundarios en la escuela de Marie-de-l'Incarnation. Al pasar dos años después, se dirige al Cégep de Trois-Rivières, una institución de educación superior, donde decide estudiar artes desde 1977 hasta 1979. En ese mismo año fue admitida en el Teatro de la ciudad de Montreal y se fue en 1983.
En 1985, con 24 años de edad, decide iniciar su carrera como actriz de teatro, en la obra "Aurore, l'enfant martyre", dirigida por René Richard Cyr, en la que interpreta el papel principal de Aurora. Sus obras fueron exitosas, en distintas ciudades de Canadá, mientras se veía la evolución del teatro contemporáneo. Dorval es reconocida en múltiples obras teatrales populares canadienses, como por ejemplo, Electra (Sófocles), en 1986 y después en 2000, La escuela de las mujeres, en 1990 ganadora del Premio Gascon Roux, a la mejor actriz, "Juste la fin du monde", en 2002, con la nominación de mejor actriz de reparto en el Premio Gascon Roux, gracias a su papel de Catalina.

## Cine y televisión
En 1986, con 26 años de edad, Dorval decide poner en paralelo su trayectoria como actriz de obras teatrales y en el cine. En ese mismo año se la ve por primera vez en dos películas para televisión; Cyrano de Bergerac y Lorenzaccio. Pero más tarde en 1989, su papel como Lola, la llevó a un gran éxito, desde ese mismo año hasta 1995 en la serie Chambres en ville. Gracias a este personaje, ella obtuvo una nominación en los Premios Gemini.
A partir de entonces, ella será la protagonista de la serie "L'Or et le Papier" desde 1989 hasta 1992 con un total de 39 episodios. Luego apareció en Virginie, desde 1996 hasta 2002, con un total de 1740 episodios. Más tarde, entre el año 2005 y 2007, Dorval dio vida a un doble papel (Criquette y Ashley Rockwell), en la serie "Le cœur a ses raisons", quien actuó junto al actor Marcos Labrèche. Esta doble interpretación le permitirá recibir dos Gemini como Mejor Actuación, y participación femenina en comedia, en 2005 y 2006.
Su primera aparición en el cine fue en 1990 y luego participó en seis producciones, donde incluye "La Vie secrète des gens heureux" (2006, en el papel de Florence), lo que la llevó a ser nominada en "Gala du cinéma québécois" (Premios Jutra) en ese mismo año. Más tarde, el director y actor Xavier Dolan, a la edad de 16 años, le pidió poder protagonizar junto a él, en su nueva producción llamada J'ai tué ma mère (He matado a mi madre) junto al mismo Dolan, quien era su hijo en la película y a François Arnaud. Dorval se convirtió en amiga cercana de Dolan, razón por lo que ella participa en varias películas producidas por este, incluyendo dos grandes y exitosas producciones; Los amores imaginarios (2010), junto a Monia Chokri y Niels Schneider y Mommy (película de 2014), junto a Antoine Olivier Pilon y Suzanne Clément.

### Actriz de doblaje
Dorval también es una actriz de doblaje más prominentes de Quebec, y realizó numerosos doblajes de películas extranjeras para el idioma francés. Hizo el doblaje de la actriz Téa Leoni en Spanglish (película), Lucy Liu en Shanghai Noon y Kill Bill, Sharon Stone en Instinto Básico 2. Su doblaje en francés fue además de otras estrellas estadounidenses, como Robin Wright , Minnie Driver , Vera Farmiga , Regina King , Kim Basinger , Sigourney Weaver y Angelina Jolie. Además, también hizo el doblaje de películas de animación como; Happily N'Ever After y Buscando a Nemo.

## Teatro
| - 1985 : Aurore, l'enfant martyre : Aurora - 1985 : Les paradis n’existent plus… Jeanne d’Arc]] : Adolescente - 1986 : Thérèse et Pierrette à l'école des Saints-Anges]] : Simone - 1986 : La Reprise : Satin-au-beurre - 1986 : Electre de Sophocle : Chrysothémis - 1987 : Au pied de la lettre : Nathalie - 1988 : À propos de la demoiselle qui pleurait]] : Catherine - 1988 : O'Neill : Oona O'Neill - 1988 : La magnifique aventure de Denis St-Onge : Lise Labelle - 1989 : L'Éveil du printemps : Wendla Bergman - 1989 : J'écrirai bientôt une pièce sur les nègres : Francœur - 1990 : O'Neill : Oona O'Neill - 1990 : La escuela de las mujeres : Agnès - 1990 : Les Lettres de la religieuse portugaise : Regligiosa | - 1991 : La Ménagerie de verre : Laura - 1992 : Premières de classe : Élizabeth - 1993 : Les Beaux Dimanches : Dominique - 1993 : Marina, le dernier rose aux joues : Sonetchka - 1995 : Mère courage : Maniquí - 1996 : Indépendance - 1998 : Le Mariage de Figaro : Suzanne - 2000 : Electra (Sófocles) de Sophocle : Chrysothémis - 2001 : Les Fourberies de Scapin : Zerbinette - 2002 : Juste la fin du monde : Catherine - 2004 : Oreste: The Reality Show : anfitrión del programa de televisión - 2004 : Variations sur un temps - 2006 : Un monde merveilleux : Cass Harris - 2011 : Projet Andromaque : Hermione |

## Filmografía

### Películas
- 1990 : Ding et Dong, le film : Joëlle
- 1991 : Montréal vu par… : Sarah
- 1991 : Le Futile et l’Essentiel : Martine
- 1992 : Bleu ou le Silence inattendu de la tempête : Marie-Pierre
- 1992 : Montréal rétro
- 2005 : La Vie secrète des gens heureux : Florence
- 2006 : Super Phoenix : Femme sans emploi
- 2007 : Serveuses demandées : Mère de Milagro
- 2009 : Grande Ourse : La Clé des possibles : Catherine Laplante
- 2009 : J'ai tué ma mère de Xavier Dolan : Chantale Lemming
- 2010 : Los amores imaginarios de Xavier Dolan : Désirée
- 2011 : Le Sens de l'humour : Stéphanie
- 2012 : Laurence Anyways de Xavier Dolan
- 2014 : Miraculum de Podz
- 2014 : Mommy (película de 2014) de Xavier Dolan
- 2016 : Réparer les vivants de Katell Quillévéré : Claire

### Televisión
| - 1986 : Lorenzaccio : Louise Strozzi - 1986 : Cyrano de Bergerac : La cocinera de Raqueneau - 1987 : L'Expérience : Nathalie Mercier - 1987 : Le Cinéma et moi : L’animatrice - 1989 : Tandem : Monique Hamel - 1989 – 1996 : Chambres en ville (serie TV) : Lola - 1991 : Les Lettres de la religieuse portugaise : La religiosa - 1992 : L'Or et le Papier (serie TV) : Zoé Laflamme - 1993 : La Corriveau : Marie-Josephte Corriveau - 1995 : Radio Enfer]] (serie TV) : ella misma - 1996 : L'Enfant des Appalaches (Película para televisión) : Maïna - 1996 – 2002 : Virginie (serie TV) : Lucie Chabot | - 1997 : Paparazzi (serie TV) : Jocelyne Lamarre - 2000 : Le Grand Blond avec un show sournois (serie TV) : columnista - 2002 : Grande Ourse (serie TV) : Catherine Laplante' - 2002 – 2003 : Emma (serie TV) : Angèle Fortin - 2003 – 2004 : Rumeurs (serie TV) : Valérie - 2004 : Détect.inc. (serie TV) : Cynthia - 2005 – 2007 : Le cœur a ses raisons (serie TV) : Criquette Rockwell / Ashley Rockwell - 2008 – présent: Les Parent (serie TV) : Natalie Rivard - 2008 – 2009 : Chez Jules tv (serie web) : Diane - 2010 : Providence : Élizaberth - 2012 – 2013 : Les Bobos (serie TV) : Sandrine Maxou |

## Reconocimiento
| Año  | Premio                                         | Categoría                           | Producción            | Resultado |
| ---- | ---------------------------------------------- | ----------------------------------- | --------------------- | --------- |
| 1992 | Prix Gémeaux                                   | Mejor Actriz - Opera                | Chambres en ville     | Nominada  |
| 1993 | Prix Gémeaux                                   | Mejor Actriz - Opera                | Chambres en ville     | Nominada  |
| 1993 | Prix Gémeaux                                   | Mejor Actriz de reparto             | L'or et le papier     | Nominada  |
| 1996 | Prix Gémeaux                                   | Mejor Actriz - Opera                | Chambres en ville     | Nominada  |
| 2004 | Prix Gémeaux                                   | Mejor Actriz - Drama                | Grande ourse          | Nominada  |
| 2005 | Prix Gémeaux                                   | Mejor Actriz - Comedia              | Le cœur a ses raisons | Ganadora  |
| 2006 | Prix Gémeaux                                   | Mejor Actriz - Opera de comedia     | Le cœur a ses raisons | Ganadora  |
| 2008 | Prix Gémeaux                                   | Mejor Actriz - Comedia              | Le cœur a ses raisons | Nominada  |
| 2009 | Prix Gémeaux                                   | Mejor Actriz - Comedia              | Les Parent            | Nominada  |
| 2009 | Festival International del cine de Namur       | Mejor Actriz                        | J'ai tué ma mère      | Ganadora  |
| 2010 | Premio Jutra                                   | Mejor Actriz                        | J'ai tué ma mère      | Ganadora  |
| 2010 | Vancouver Film Critics Circle                  | Mejor Actriz en película canadiense | J'ai tué ma mère      | Nominada  |
| 2010 | Festival Internacional de Cine de Palm Springs | Mejor Actriz                        | J'ai tué ma mère      | Ganadora  |
| 2014 | Sociedad de Críticos de Cine en Línea          | Mejor Actriz                        | Mommy                 | Nominada  |
| 2015 | Vancouver Film Critics Circle                  | Mejor Actriz                        | Mommy                 | Nominada  |
| 2015 | Festival Internacional de Cine de Palm Springs | FIPRESCI premio por Mejor Actriz    | Mommy                 | Ganadora  |
| 2015 | Prix Écrans canadiens                          | Mejor Actriz en papel principal     | Mommy                 | Ganadora  |
| 2015 | Dorian Awards                                  | Película en participación - Actriz  | Mommy                 | Nominada  |
| 2015 | Premios Satellite                              | Mejor Actriz                        | Mommy                 | Nominada  |